# Гранджено (Техас)
Гранджено (англ. Granjeno) — місто (англ. city) в США, в окрузі Ідальго штату Техас. Населення — 283 особи (2020).

## Географія
Гранджено розташоване за координатами 26°8′15″ пн. ш. 98°18′11″ зх. д. / 26.13750° пн. ш. 98.30306° зх. д. (26.137396, -98.303125).  За даними Бюро перепису населення США в 2010 році місто мало площу 0,90 км², уся площа — суходіл.

## Демографія
Згідно з переписом 2010 року, у місті мешкали 293 особи в 84 домогосподарствах у складі 71 родини. Густота населення становила 327 осіб/км².  Було 95 помешкань (106/км²).
Расовий склад населення:
| - 97,3 % — білих - 0,3 % — вихідців з тихоокеанських островів - 2,4 % — осіб інших рас |

До двох чи більше рас належало 0,0 %. Частка іспаномовних становила 99,7 % від усіх жителів.
За віковим діапазоном населення розподілялося таким чином: 28,0 % — особи молодші 18 років, 61,1 % — особи у віці 18—64 років, 10,9 % — особи у віці 65 років та старші. Медіана віку мешканця становила 31,7 року. На 100 осіб жіночої статі у місті припадало 79,8 чоловіків;  на 100 жінок у віці від 18 років та старших — 83,5 чоловіків також старших 18 років.
Середній дохід на одне домашнє господарство  становив 56 953 долари США (медіана — 60 938), а середній дохід на одну сім'ю — 63 299 доларів (медіана — 64 000). За межею бідності перебувало 17,7 % осіб, у тому числі 41,3 % дітей у віці до 18 років та 18,5 % осіб у віці 65 років та старших.
Цивільне працевлаштоване населення становило 115 осіб. Основні галузі зайнятості: освіта, охорона здоров'я та соціальна допомога — 29,6 %, роздрібна торгівля — 22,6 %, транспорт — 16,5 %.